# Oligotylus schwartzi
Oligotylus schwartzi är en insektsart som beskrevs av Schuh 2000. Oligotylus schwartzi ingår i släktet Oligotylus och familjen ängsskinnbaggar. Inga underarter finns listade i Catalogue of Life.